# Sinfonia n. 15 (Šostakovič)
La Sinfonia n. 15 in la maggiore (Op. 141) di Dmitrij Šostakovič fu composta nel 1972, ed eseguita per la prima volta dalla All-Union Radio and Television Symphony Orchestra, e diretta dal figlio del compositore, Maksim Šostakovič.

## Storia
L'ultima sinfonia raccoglie molte citazioni sia di opere proprie, sia di altre composizioni del passato, quali l'Overture del Guglielmo Tell (opera) di Gioachino Rossini, con il celebre squillo di trombe, e del tema del Fato della tetralogia L'anello del Nibelungo, di Richard Wagner.

## Struttura
La sinfonia è costituita da quattro movimenti.

## Registrazioni
- "Shostakovic, the symphonies", Vladimir Ashkenazy, Royal P. O., St Petersburg P. O., NHK S.O.